# Большинское сельское поселение (Ростовская область)
Большинское сельское поселение — муниципальное образование в Тарасовском районе Ростовской области. 
Административный центр поселения — слобода Большинка.

## Население
| 2010  | 2012  | 2013  | 2014  | 2015  | 2016  | 2017  | 2018  | 2019  |
| ----- | ----- | ----- | ----- | ----- | ----- | ----- | ----- | ----- |
| 1487  | ↘1462 | ↘1420 | ↘1393 | ↘1368 | ↘1356 | ↘1343 | ↘1325 | ↘1317 |
| 2020  | 2021  |       |       |       |       |       |       |       |
| ↘1289 | ↘1278 |       |       |       |       |       |       |       |

## Состав сельского поселения
| № | Населённый пункт | Тип населённого пункта          | Население |
| - | ---------------- | ------------------------------- | --------- |
| 1 | Большинка        | слобода, административный центр | 1453      |
| 2 | Гирино           | хутор                           | 28        |
| 3 | Каширин          | хутор                           | 6         |